# Имбе-ди-Минас
Имбе-ди-Минас (порт. Imbé de Minas) — муниципалитет в Бразилии, входит в штат Минас-Жерайс. Составная часть мезорегиона Вали-ду-Риу-Доси. Входит в экономико-статистический микрорегион Каратинга. Население составляет 6873 человека на 2006 год. Занимает площадь 199,521 км². Плотность населения — 34,4 чел./км².

## История
Город основан 21 декабря 1995 года.

## Статистика
- Валовой внутренний продукт на 2003 год составляет 16 030 333,00 реала (данные: Бразильский институт географии и статистики).
- Валовой внутренний продукт на душу населения на 2003 год составляет 2492,28 реала (данные: Бразильский институт географии и статистики).
- Индекс развития человеческого потенциала на 2000 год составляет 0,673 (данные: Программа развития ООН).